# Мірошовець
Мірошовец (словац. Mirošovec) — річка; ліва притока Ондави, протікає в округах Бардіїв і Свидник.
Довжина приблизно 9,0—9,5 км. Витік знаходиться в масиві Ондавська височина — на висоті приблизно 480 метрів.
Протікає територією сіл Гутка; Нижня Полянка; Вишній Мирошів і Нижній Мирошів.. Впадає  в Ондаву на висоті приблизно 275-280 метрів.